# Monts Suzuka

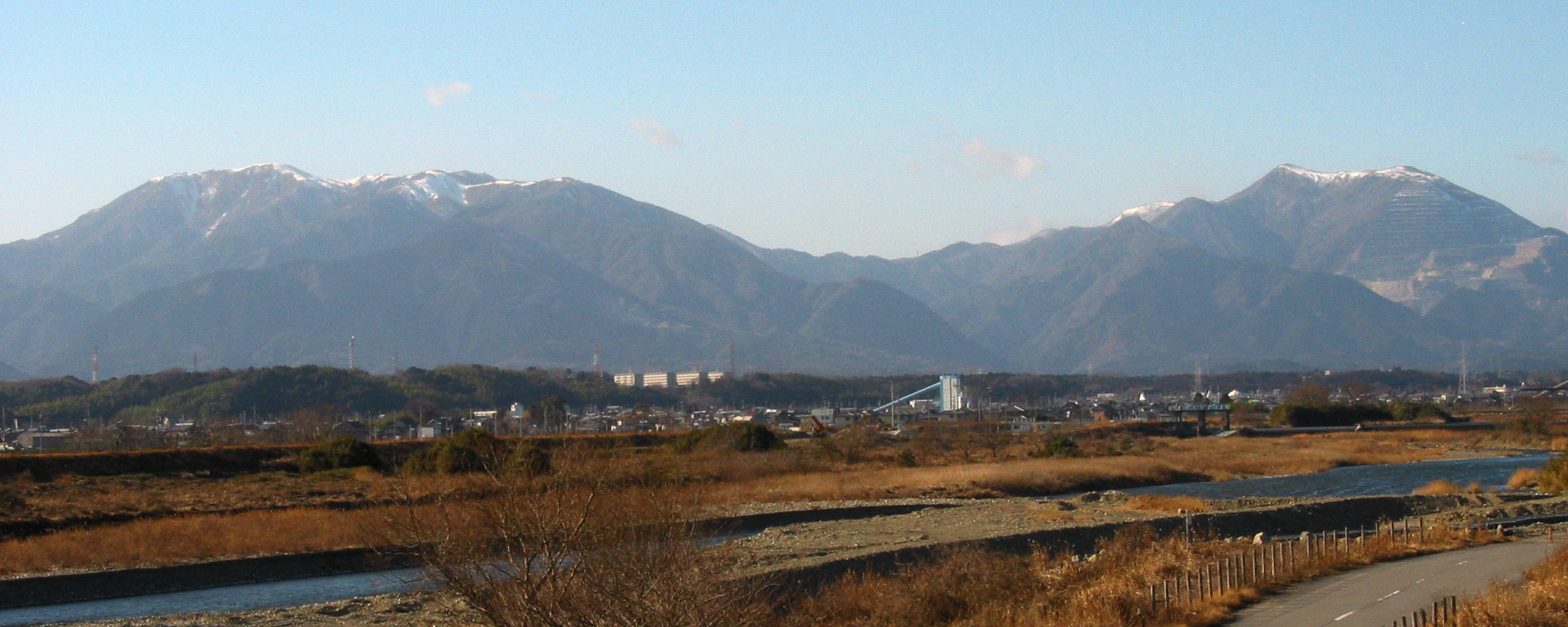
Vue des monts Ryū et Fujiwara.

Les monts Suzuka (鈴鹿山脈, Suzuka sanmyaku) sont une chaîne de montagne qui traverse la préfecture de Mie et longe les limites des préfectures de Gifu et Shiga au centre du Japon. Le point culminant est le mont Oike à 1 247 m d'altitude. En dépit de son altitude, le mont Oike n'est pas la montagne le plus visitée ; cette distinction appartient au mont Gozaisho en raison de son téléphérique qui rend l'accès au sommet beaucoup plus facile.
Le parc quasi national de Suzuka, d'une superficie totale de 298 km2, protège une partie de la chaîne de montagnes du développement moderne. Le bourg de Komono dans la préfecture de Mie possède de nombreux onsen.
La partie nord se compose de calcaire et la partie sud de granite.

## Sommets principaux

### Sept montagnes de Suzuka

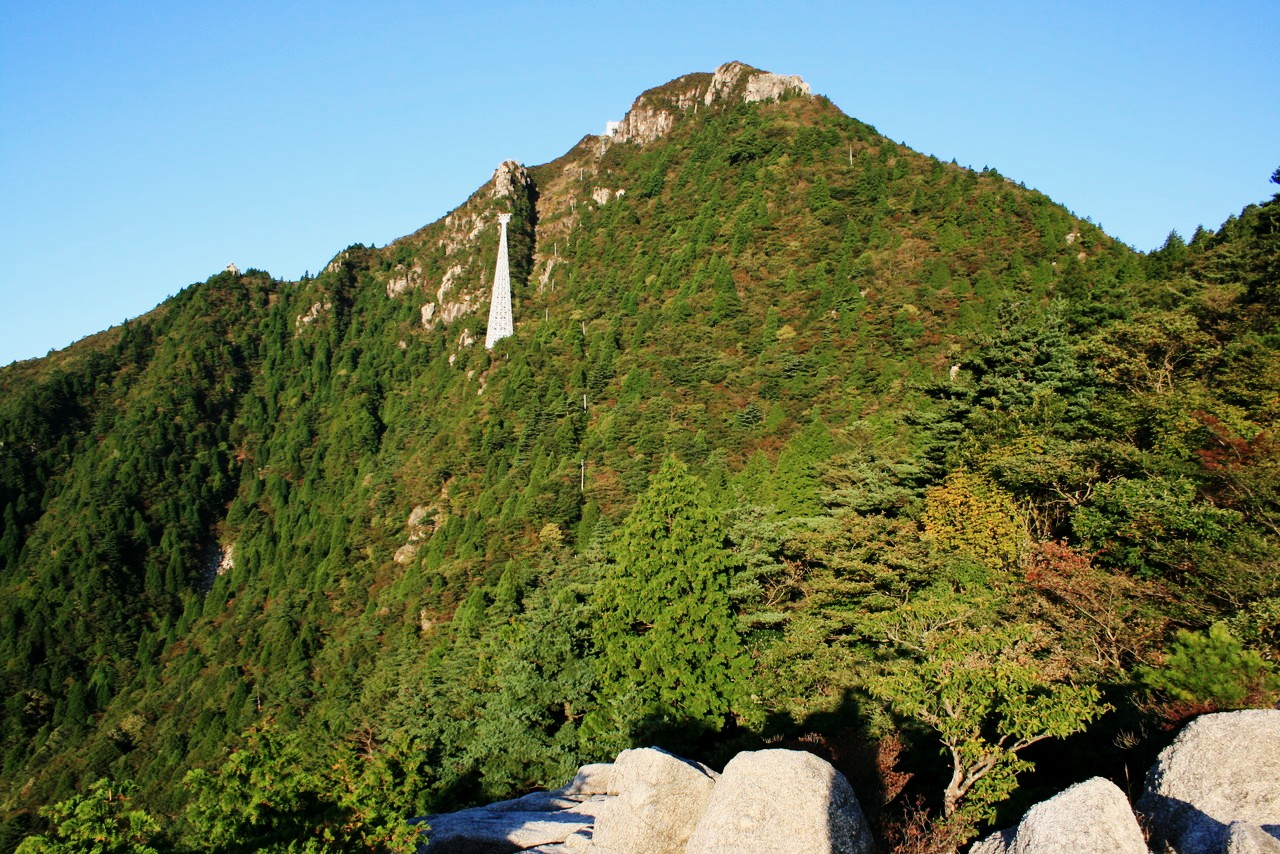
Vue du mont Gozaisho et une tour du téléphérique depuis l'est.

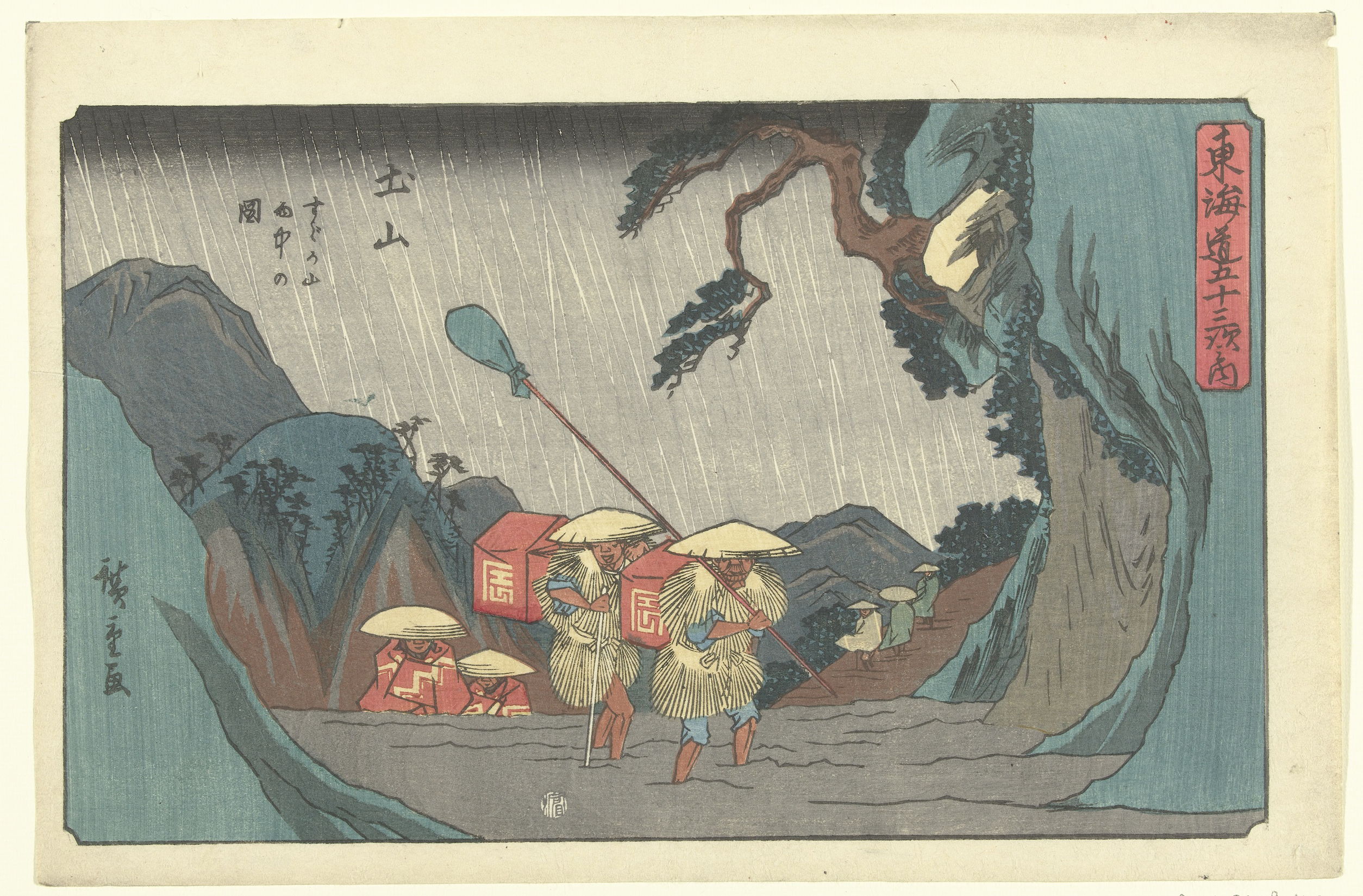
Hiroshige.

Les sept montagnes suivantes sont désignées comme les « Sept montagnes de Suzuka », ce qui a grandement augmenté leur popularité et le nombre de touristes :
- le mont Fujiwara (藤原岳), 1 140 m ;
- le mont Ryū (竜ヶ岳), 1 099 m[1] ;
- le mont Shaka (釈迦ヶ岳), 1 092 m ;
- le mont Gozaisho, 1 212 m ;
- le mont Kama (鎌ヶ岳), 1 161 m ;
- le mont Amagoi (雨乞岳), 1 238 m ;
- le mont Nyūdō (入道ヶ岳), 906 m.

### Autres sommets
- Mont Ryōzen (霊仙山), 1 094 m[2].
- Mont Oike (御池岳), 1 247 m.
- Mont Watamuki (綿向山), 1 110 m.
- Mont Nihonkoba (日本コバ), 934 m.
- Hato Peak (羽鳥峰), 860 m.